# Casperia
Casperia és un comune (municipi) de la província de Rieti, a la regió italiana del Laci, situat a uns 50 km al nord-est de Roma i a uns 20 km al sud-oest de Rieti. A 1 de gener de 2019 la seva població era de 1.250 habitants.
El municipi de Casperia conté les frazioni de Santa Maria a Legarano, San Vito di Casperia i Paranzano.
Casperia limita amb els municipis següents: Cantalupo in Sabina, Contigliano, Montasola, Rieti, Roccantica i Torri in Sabina.